# Карл Егон V Фюрстенберг
Карл Егон V Максиміліан Марія Еміль Лео Ервін Франциск Ксавер Йоагннес, князь цу Фюрестенберг, ландграф ін дер Бар унд цу Штюлінген, граф цу Гайлігенберг унд Верненберг (нім. Karl Egon V. Maximilian Maria Emil Leo Erwin Franziskus Xaver Johannes Fürst zu Fürstenberg, Landgraf in der Baar und zu Stühlingen, Graf zu Heiligenberg und Werdenberg; 6 травня 1891, Відень — 23 вересня 1973, Мюнхен) — австрійський і німецький офіцер, оберштурмфюрер СС (1939) і майор вермахту (1943).

## Біографія
Син князя Максиміліана Егона II і його дружини Ірми, уродженої графині фон Шенборн-Бухгайм. 
Учасник Першої світової і німецько-радянської воєн. Після смерті батька 11 серпня 1941 року очолив князівський дім Фюрстенберг і відмовився від «швабських маєтків» батька і передав їх своїм племінникам. Мешкав у замках Гайлігенберг на Боденському озері і Вайтра в Нижній Австрії. В 1939 році вступив у СС, на початку січня 1941 року — в НСДАП (партійний квиток №8 543 545).
Похований в сімейному склепі Фюрстенбергів в Альтвайтрі.

## Сім'я
26 квітня 1921 році одружився у Відні з графинею Францискою Ідою Меною фон Мостіц-Рінек. Шлюб був бездітним.

## Нагороди
- Залізний хрест 2-го і 1-го класу
- Орден Церінгенського лева, лицарський хрест 2-го класу з мечами
- Ганзейський Хрест (Гамбург)
- Орден Фрідріха (Вюртемберг), лицарський хрест 2-го класу з мечами
- Князівський орден дому Гогенцоллернів
  - почесний хрест 3-го класу з мечами
  - почесний хрест 1-го класу
- Орден Заслуг pro Merito Melitensi, великий хрест
- Орден Святого Георгія (Баварія), великий командор (голова ордену)
- Почесний хрест ветерана війни з мечами
- Пам'ятна військова медаль (Угорщина) з мечами
- Застібка до Залізного хреста 2-го класу
- Медаль «За зимову кампанію на Сході 1941/42»
- Почесний громадянин міст Гайлігенберг і Вайтра